# Ardin
Pour l’article homonyme, voir Ardin (homonymie).
Ardin est une commune française, située dans le département des Deux-Sèvres en région Nouvelle-Aquitaine.

## Géographie

### Localisation et communes limitrophes
| Saint-Laurs            | La Chapelle-Thireuil (Beugnon-Thireuil) Puihardy | Fenioux        |
| Coulonges-sur-l'Autize | Ardin                                            | Béceleuf       |
| Saint-Pompain          | Villiers-en-Plaine                               | Faye-sur-Ardin |

### Climat
Pour des articles plus généraux, voir Climat de la Nouvelle-Aquitaine et Climat des Deux-Sèvres.
Historiquement, la commune est exposée à un climat océanique du nord-ouest.  
En 2020, Météo-France publie une typologie des climats de la France métropolitaine dans laquelle la commune est exposée à un climat océanique et est dans la région climatique Poitou-Charentes, caractérisée par un bon ensoleillement, particulièrement en été et des vents modérés.
Pour la période 1971-2000, la température annuelle moyenne est de 12,1 °C, avec une amplitude thermique annuelle de 13,9 °C. Le cumul annuel moyen de précipitations est de 874 mm, avec 13,5 jours de précipitations en janvier et 7 jours en juillet. Pour la période 1991-2020, la température moyenne annuelle observée sur la station météorologique la plus proche, située sur la commune de Surin à 7 km à vol d'oiseau, est de 12,9 °C et le cumul annuel moyen de précipitations est de 936,5 mm,. Pour l'avenir, les paramètres climatiques de la commune estimés pour 2050 selon différents scénarios d’émission de gaz à effet de serre sont consultables sur un site dédié publié par Météo-France en novembre 2022.

## Urbanisme

### Typologie
Au 1er janvier 2024, Ardin est catégorisée commune rurale à habitat dispersé, selon la nouvelle grille communale de densité à sept niveaux définie par l'Insee en 2022.
Elle est située hors unité urbaine. Par ailleurs la commune fait partie de l'aire d'attraction de Niort, dont elle est une commune de la couronne,. Cette aire, qui regroupe 91 communes, est catégorisée dans les aires de 50 000 à moins de 200 000 habitants,.

### Occupation des sols
L'occupation des sols de la commune, telle qu'elle ressort de la base de données européenne d’occupation biophysique des sols Corine Land Cover (CLC), est marquée par l'importance des territoires agricoles (91,2 % en 2018), une proportion sensiblement équivalente à celle de 1990 (91,5 %). La répartition détaillée en 2018 est la suivante : 
terres arables (59,4 %), prairies (18 %), zones agricoles hétérogènes (13,8 %), zones urbanisées (5,3 %), forêts (3,5 %). L'évolution de l’occupation des sols de la commune et de ses infrastructures peut être observée sur les différentes représentations cartographiques du territoire : la carte de Cassini (XVIIIe siècle), la carte d'état-major (1820-1866) et les cartes ou photos aériennes de l'IGN pour la période actuelle (1950 à aujourd'hui).

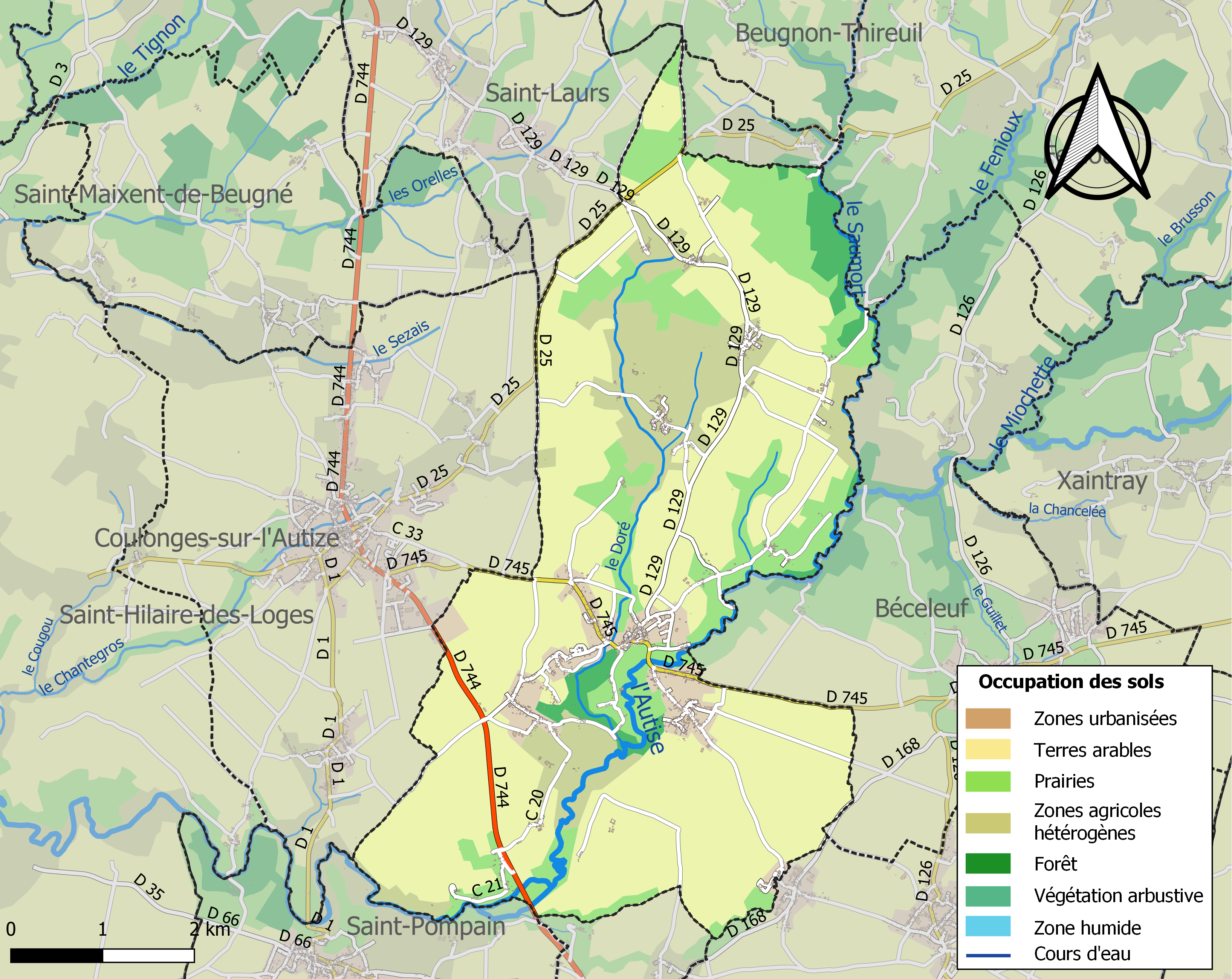
Carte des infrastructures et de l'occupation des sols de la commune en 2018 (CLC).

### Risques majeurs
Le territoire de la commune d'Ardin est vulnérable à différents aléas naturels : météorologiques (tempête, orage, neige, grand froid, canicule ou sécheresse), inondations, mouvements de terrains et séisme (sismicité modérée). Il est également exposé à un risque technologique,  le transport de matières dangereuses, et à un risque particulier : le risque de radon. Un site publié par le BRGM permet d'évaluer simplement et rapidement les risques d'un bien localisé soit par son adresse soit par le numéro de sa parcelle.

#### Risques naturels
Certaines parties du territoire communal sont susceptibles d’être affectées par le risque d’inondation par débordement de cours d'eau, notamment l'Autise, le Saumort et le Fenioux. La commune a été reconnue en état de catastrophe naturelle au titre des dommages causés par les inondations et coulées de boue survenues en 1982, 1983, 1999 et 2010,.

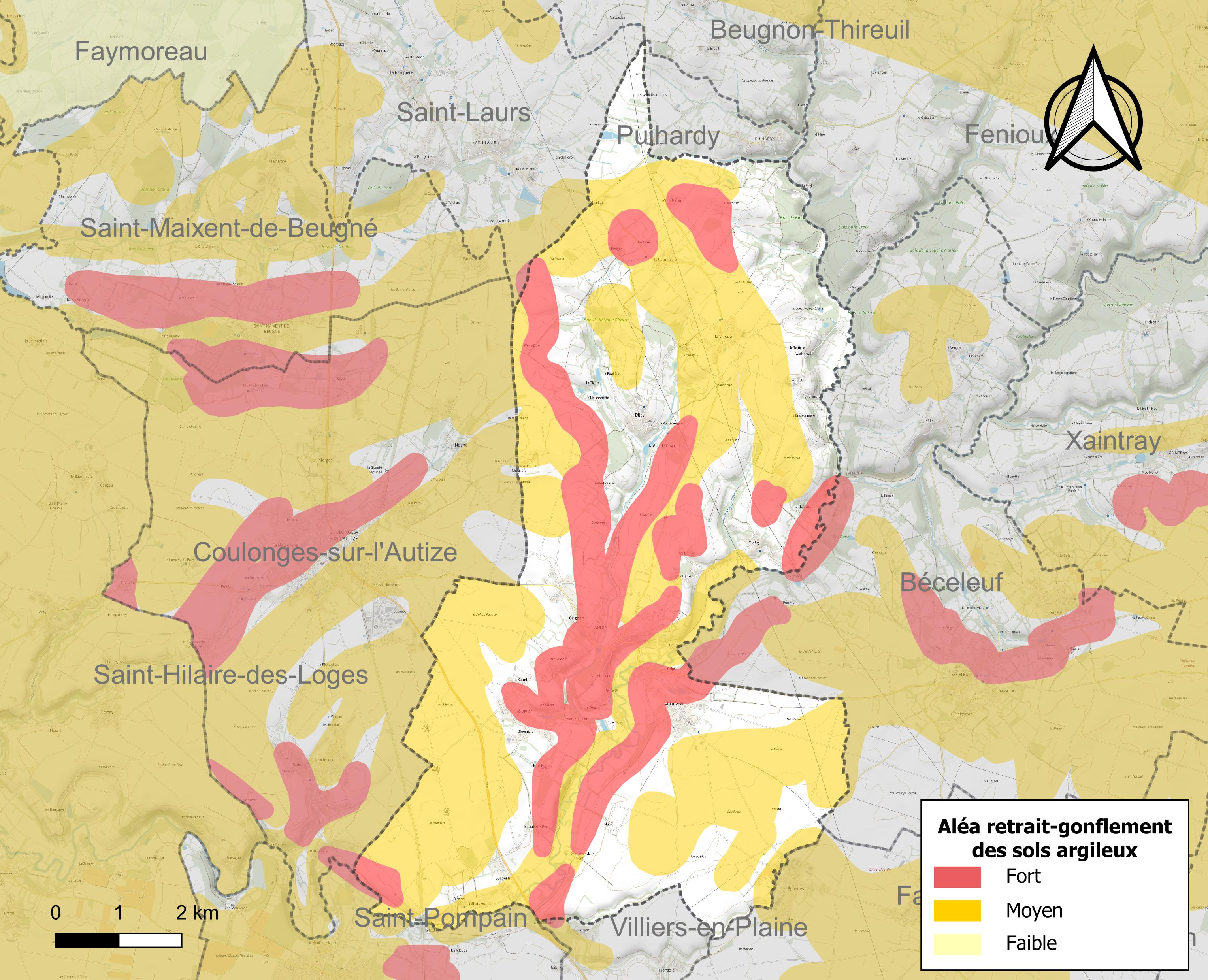
Carte des zones d'aléa retrait-gonflement des sols argileux d'Ardin.

Les mouvements de terrains susceptibles de se produire sur la commune sont des tassements différentiels. Le retrait-gonflement des sols argileux est susceptible d'engendrer des dommages importants aux bâtiments en cas d’alternance de périodes de sécheresse et de pluie. 67,7 % de la superficie communale est en aléa moyen ou fort (54,9 % au niveau départemental et 48,5 % au niveau national). Depuis le 1er octobre 2020, en application de la loi ELAN, différentes contraintes s'imposent aux vendeurs, maîtres d'ouvrages ou constructeurs de biens situés dans une zone classée en aléa moyen ou fort,.
La commune a été reconnue en état de catastrophe naturelle au titre des dommages causés par la sécheresse en 1989, 1991 et 2005 et par des mouvements de terrain en 1999 et 2010.

#### Risque particulier
Dans plusieurs parties du territoire national, le radon, accumulé dans certains logements ou autres locaux, peut constituer une source significative d’exposition de la population aux rayonnements ionisants. Selon la classification de 2018, la commune d'Ardin est classée en zone 3, à savoir zone à potentiel radon significatif.

## Toponymie
La forme la plus ancienne attestée est Areduno vico (VIIe siècle).
Il s'agit d'une formation toponymique gauloise qui se décompose en are « devant, près de, à l'est de » et dunon « citadelle, enceinte fortifiée, mont ».

## Politique et administration

### Liste des maires
| Période    | Période  | Identité            | Étiquette | Qualité                                |
| ---------- | -------- | ------------------- | --------- | -------------------------------------- |
| avant 1981 | ?        | André Seguin        |           |                                        |
| ?          | ?        | Michel Vallet       | PS        | Médecin, conseiller général            |
| 1994       | 2008     | Georges Castiel     | DVG       | Médecin                                |
| 2008       | En cours | Jean-Pierre Rimbeau | DVG       | Président de la Communauté de communes |

### Jumelages
- Vrigne aux Bois (France), dans le département des Ardennes, en région Grand Est.

## Population et société

### Démographie
L'évolution du nombre d'habitants est connue à travers les recensements de la population effectués dans la commune depuis 1793. Pour les communes de moins de 10 000 habitants, une enquête de recensement portant sur toute la population est réalisée tous les cinq ans, les populations de référence des années intermédiaires étant quant à elles estimées par interpolation ou extrapolation. Pour la commune, le premier recensement exhaustif entrant dans le cadre du nouveau dispositif a été réalisé en 2008.

En 2022, la commune comptait 1 249 habitants, en stagnation par rapport à 2016 (Deux-Sèvres : +0,18 %, France hors Mayotte : +2,11 %).
| 1793  | 1800  | 1806  | 1821  | 1831  | 1836  | 1841  | 1846  | 1851  |
| ----- | ----- | ----- | ----- | ----- | ----- | ----- | ----- | ----- |
| 1 627 | 1 421 | 1 600 | 1 750 | 1 770 | 1 884 | 1 870 | 1 950 | 1 916 |

| 1856  | 1861  | 1866  | 1872  | 1876  | 1881  | 1886  | 1891  | 1896  |
| ----- | ----- | ----- | ----- | ----- | ----- | ----- | ----- | ----- |
| 1 940 | 1 890 | 1 932 | 1 865 | 1 877 | 1 865 | 1 904 | 1 828 | 1 767 |

| 1901  | 1906  | 1911  | 1921  | 1926  | 1931  | 1936  | 1946  | 1954  |
| ----- | ----- | ----- | ----- | ----- | ----- | ----- | ----- | ----- |
| 1 712 | 1 737 | 1 667 | 1 556 | 1 526 | 1 509 | 1 483 | 1 382 | 1 338 |

| 1962  | 1968  | 1975  | 1982  | 1990  | 1999  | 2006  | 2008  | 2013  |
| ----- | ----- | ----- | ----- | ----- | ----- | ----- | ----- | ----- |
| 1 266 | 1 168 | 1 086 | 1 031 | 1 048 | 1 149 | 1 196 | 1 209 | 1 254 |

| 2018  | 2022  | - | - | - | - | - | - | - |
| ----- | ----- | - | - | - | - | - | - | - |
| 1 237 | 1 249 | - | - | - | - | - | - | - |

## Culture locale et patrimoine

### Lieux et monuments
- L'église Notre-Dame. L'édifice a été inscrit au titre des monuments historique en 1985[28].
- Le château de Saint-Goard.
- Des lavoirs, fontaines et moulins.

### Personnalités liées à la commune
- Jean de Vivonne, ambassadeur, fut seigneur de « Saint Gouard », uni à son marquisat de Pisany (1586).
- François Hubert de Jouslard (1816-1849), officier, né à Ardin.

### Héraldique
| Blason de Ardin | Blason  | D'azur au soleil d'or accosté de deux pals ondés d'argent; au chef d'or chargé de trois hures de sanglier de sable défendues d'argent. |
| Blason de Ardin | Détails | Le statut officiel du blason reste à déterminer.                                                                                       |